# 杜十三
杜十三（本名黃人和，1950年12月5日—2010年9月），台灣南投縣竹山鎮人，台灣新詩作家。

## 生平
本姓杜，為濁水村杜家排行十三的么兒，後被過繼給竹山鎮的黃姓人家當養子，自小喜歡文學、繪畫和音樂，十二歲起開始大量閱讀《紅樓夢》、《水滸傳》、《三國演義》等中國古典小說，與羅曼·羅蘭、杜斯托也夫斯基、蕭伯納等西方作家的經典名著。15歲時以中部五縣市聯考總成績第5名考上臺中一中，開始接觸《文星雜誌》、《自由中國雜誌》。並擔任臺中一中校刊主編與合唱團團長。後於國立台灣師範大學化學系畢業。25歲結婚，創作中斷7年，至32歲時（1982年），以引起台灣藝文界注目的「杜十三（觀念）藝術探討展」重新進入藝文界，曾創下台灣「第一個出版有聲詩集」的詩人。曾任地磅工人、高中理科教師、廣告公司設計師、化妝品公司藝術指導、雜誌社總編輯等。曾獲國軍新文藝運動陸軍文藝金獅獎新詩首獎、時報文學獎散文獎、《創世紀》四十年詩創作獎、中國電視公司全國歌曲創作比賽首獎、年度詩人獎、中國文藝獎章新詩獎等獎項。
2005年11月，打公共電話恐嚇當時的行政院長謝長廷而被捕，但謝長廷不提告、不究責。
2010年9月中旬，到北京演講新書《杜十三主義》，途中證件出現問題，因而單獨留在天津處理，於當地旅館因心肌梗塞猝逝，享年六十歲。

## 著作
詩集：
- 《石頭因為悲傷而成為玉》（2000）
- 《新世界的零件》(1997)
- 《火的語言》(1994)
- 《愛撫》(1993，限量手工詩集)
- 《嘆息筆記》(1990)
- 《愛情筆記》(1990)
- 《地球筆記》(1986)
- 《人間筆記》 (1984)

小說戲劇：
- 《四個寓言》 (1995)

論評／論述：
- 《杜十三主義》(2010)
- 《行動筆記》 (1988)
- 《雞鳴人語馬嘯》 (1988)

畫集：
- 《詩與藝術》 (1994)
- 《杜十三藝術探討展》 (1982)

## 外部連結
- 杜十三主義[永久]